# Collegium Wirtemberg
Das Collegium Wirtemberg eG Rotenberg & Uhlbach ist eine Weingärtner-Genossenschaft in Stuttgart und größter Weinerzeuger in der Landeshauptstadt.

## Geschichte
Entstanden ist der Betrieb aus dem Zusammenschluss der Stuttgarter Weingärtnergenossenschaften Uhlbach und Rotenberg im Jahr 2007. Angebaut wird der Wein der Genossenschaft um den Württemberg, Namensgeber des Unternehmens. Auf diesem Berg steht die Grabkapelle Rotenberg, die König Wilhelm I. (1781–1864) in den Jahren 1820 bis 1824 errichtet hat. Die Kapelle ist das Symbolbild der Genossenschaft.

## Anbau
Die Weinreben des Collegium Wirtemberg wachsen auf einer Fläche von insgesamt 150 Hektar. Der Rotwein-Anteil beträgt 63 Prozent mit Schwerpunkt auf den Sorten Trollinger (40 ha) und Lemberger (17 ha) sowie Spätburgunder (14 ha). 37 Prozent entfällt auf Weißwein, Schwerpunkt Riesling (25 ha). Der jährliche Ertrag liegt bei durchschnittlich 88 bis 90 Hektoliter pro Hektar, also bei insgesamt rund 1,3 Millionen Liter. Der Höhenunterschied geht von 290 bis 440 Meter über dem Meeresspiegel. Im Weinbergboden befindet sich Travertin mit den heute noch sichtbaren Spuren kleiner Meerestiere, und der Stubensandstein, der den Weinen ihr eigenständiges Aroma verleiht. Das Unternehmen hat 210 Mitglieder (2017), die Zahl der Traubenanlieferer liegt bei 98. Verkauft wird die Hälfte des Weins direkt in den Verkaufsstellen in Rotenberg und Uhlbach. Auch die Gastronomie nimmt einen großen Teil ab – nach eigenen Angaben bundesweit. In den beiden Stadtteilen Uhlbach und Rotenberg befindet sich jeweils eine Kelter sowie Verkaufsstellen, der Untertürkheimer Fleckensteinbruch ist Standort der technischen Abteilung und einem Holzfasskeller.

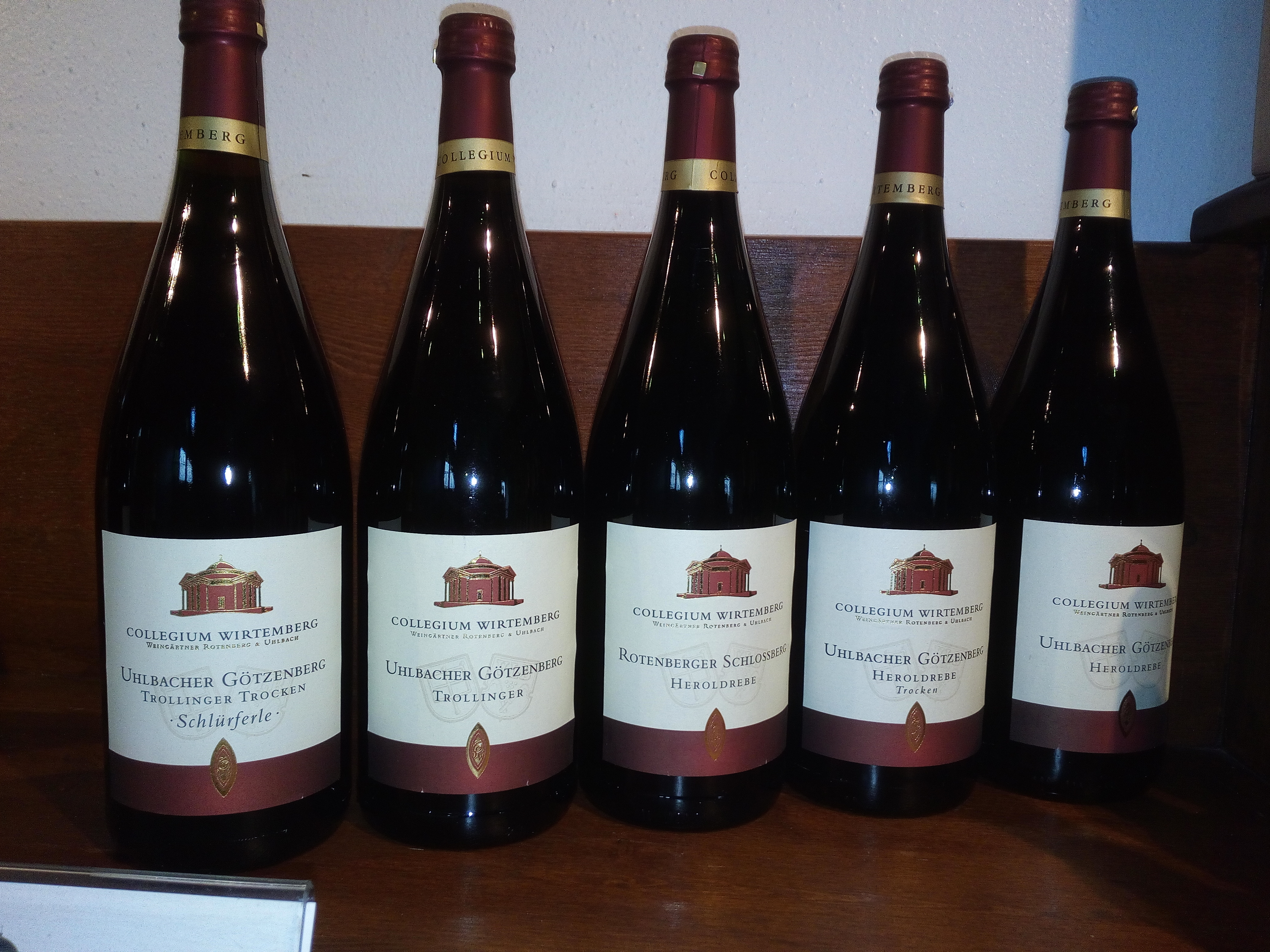
Rotweinflaschen des Collegium Wirtemberg

## Rotweine
| - Blaufränkisch (Lemberger) - Acolon - Cabernet | - Dornfelder - Frühburgunder - Heroldrebe | - Merlot - Pinot Noir - Blauer Portugieser | - Samtrot - Schwarzriesling - St. Laurent | - Syrah - Trollinger |

## Weißweine
| - Chardonnay - Pinot Gris (Grauburgunder) | - Kerner - Müller-Thurgau | - Muskateller - Riesling | - Sauvignon Blanc - Silvaner | - Traminer - Weißer Burgunder | - Souvignier gris |

## Preise
- Deutscher Rotweinpreis 2023: 2. Platz für Lemberger trocken Réserve 2019; 3. Platz für Syrah trocken Réserve 2019; 3. Platz für Grande Cuvée trocken Réserve 2019
- Deutscher Rotweinpreis 2017: 2. Platz für Syrah trocken Réserve 2015; Finalrunde für Lemberger trocken Réserve 2015, Trollinger trocken "Wilhelm" 2015,  Lemberger trocken Réserve Kult 2015, Grande Cuvée trocken Réserve 2012, Spätburgunder trocken Réserve Kult 2014, Merlot trocken Réserve 2015, Cuvée Wirtemberg trocken Réserve Kult 2015, Spätburgunder trocken Réserve Kult 2013, Lemberger trocken Réserve 2013, Grande Cuvée trocken Réserve 2013, "Katharina" Riesling trocken 2015, Réserve Riesling trocken 2015
- Internationaler Grauburgunder-Preis: Urkunde für "ausgezeichnete Qualität"
- Meiningers Rotweinpreis: 1. Platz für Kult Grande Cuvée Rotwein trocken 2012
- AWC Vienna: jeweils Gold für Uhlbacher Götzenberg Gewürztraminer 2016, Kult Grande Cuvée trocken Réserve 2012, Kult Riesling trocken Réserve 2015, Weißburgunder trocken 2016, Kult Spätburgunder trocken Réserve 2013
- Savoir Vivre: Großes Gold für Kult Riesling trocken Réserve 2015, Kult Sauvignon Blanc trocken Réserve 2015, Kult Lemberger trocken Réserve 2013